# 146 (число)
146 (Сто со́рок шість) — натуральне число між  145 та  147.
- 146 день — 26 травня (у високосний рік — 25 травня)

## У математиці
- 146 — є  парним складене тризначним числом.
- Сума цифр цього числа — 11
- Добуток цифр цього числа — 24
- Квадрат числа 146 — 21 316
- 50-те напівпросте число [1]

## Ізопсефія
- Εἰκόνα — ікона

Гематрія:
- אמציה  (Амацу) — Амація (івр.)

## В інших галузях
- 146 рік.
- 146 до н. е.
- (146) Луціна — астероїд  головного поясу.
- 146 місце у світі посідає Ботсвана за чисельністю населення.
- NGC 146 —  розсіяне скупчення в сузір'ї  Кассіопея.